# Hugh Semple

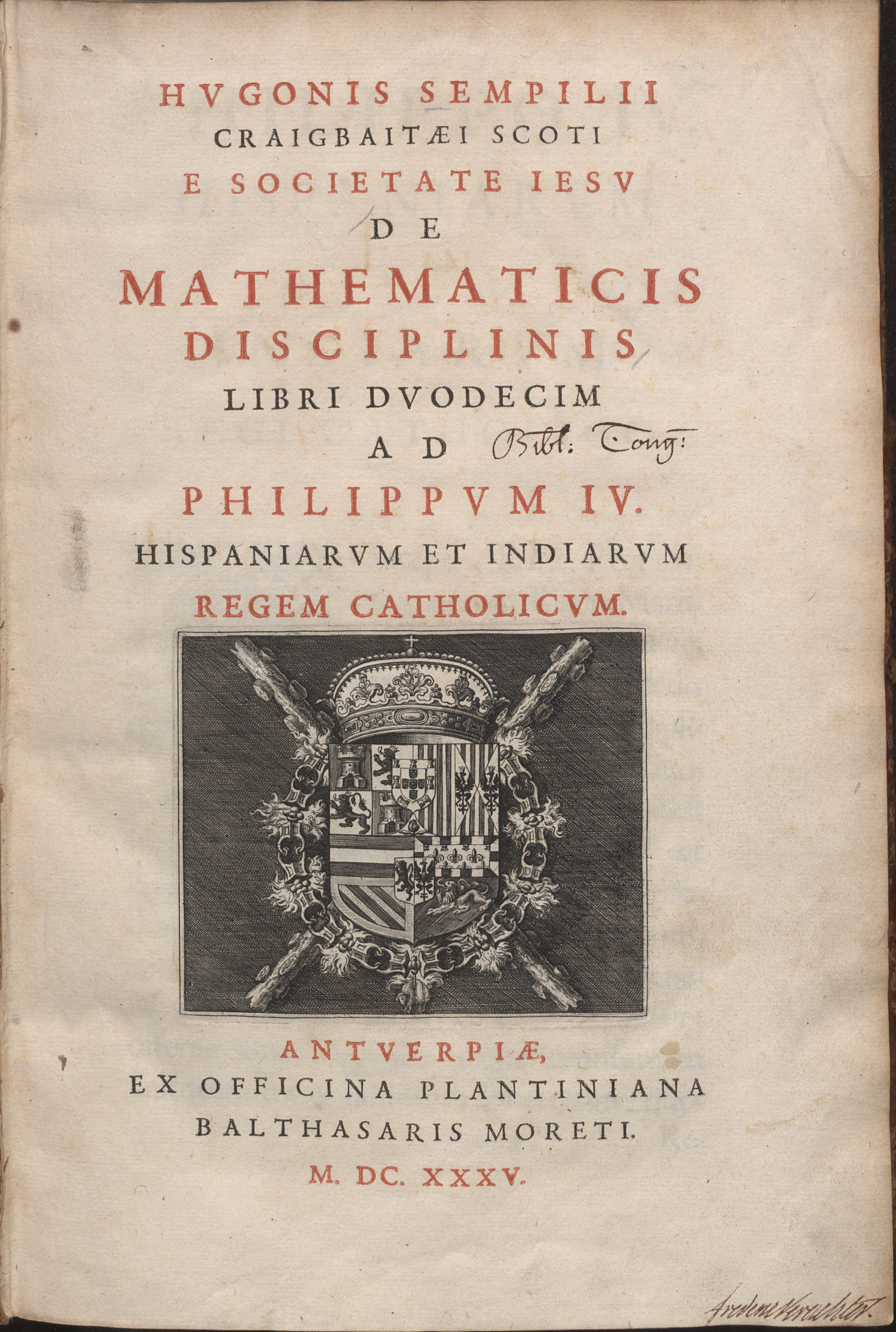
De mathematicis disciplinis, 1635

Hugh Semple, noto anche come Hugh Sempill o Hugo Sempilius (1589 – 19 settembre 1654), è stato un matematico e gesuita scozzese.

## Biografia
Semple fu professore di matematica presso il Colegio Imperial de Madrid, che impiegava insegnanti provenienti da tutta Europa e organizzava corsi di geometria, geografia, idrografia e orologeria.
Semple fu anche procuratore del Royal Scots College di Madrid.
La sua opera De Mathematicis disciplinis Libri duodecim (Anversa, ex officina B. Moreti, 1635), dedicata a Filippo IV di Spagna ebbe notevole successo e fu letta in tutta Europa.
Il cratere Simpelius sulla Luna venne intitolato a lui da Giovanni Riccioli nel 1651.

## Opere
- (LA) Hugh Semple, De mathematicis disciplinis, Antuerpiae, Officina Plantiniana, Balthasar Moretus, 1635.